# Adolfo Alsina (departamento)
| Departamento Adolfo Alsina | Departamento Adolfo Alsina |
| -------------------------- | --- |
| País:                      | Argentina |
| Província:                 | Rio Negro |
| Capital:                   | Viedma |
| Superfície:                | 8.813 km² |
| População:                 | 67.027 (IDEC - 2005) |
| Densidade:                 | 7,6 hab/km² |
| Municípios e Comunas:      | - Bahía Creek - Balneario El Cóndor - Cubanea - El Juncal - General L. Bernal - General Lorenzo Vintter - General N. H. Palacios - Guardia Mitre - La Lobería - Loteo Costa de Río - Pozo Salado - San Javier - Vicealmirante E. O´Connor - Viedma - Zanjón de Oyuela |
| Localização na província   | |
| Departamento               | |

Adolfo Alsina é um departamento da província de Rio Negro, na Argentina. Sua capital é a cidade de Viedma.